# Elulu
|  | No s'ha de confondre amb Ilulu. |

Elulu va ser rei d'Ur i el tercer rei de la primera dinastia d'Ur a Sumer. La llista de reis sumeris li assigna un regnat de 25 anys. Cronològicament se situa a la meitat del tercer mil·lenni aC. Va ser el primer rei d'aquesta dinastia amb nom semita accadi. Va regnar després de Meskiangnana i el va succeir Balulu.